# 2002 Ојлер
2002 Ојлер (њем. Euler) је астероид главног астероидног појаса. Приближан пречник астероида је 17,44 ,
а средња удаљеност астероида од Сунца износи 2,417 астрономских јединица (АЈ).
Инклинација (нагиб) орбите у односу на раван еклиптике је 8,508 степени, а орбитални период износи 1372,777 дана (3,758 године). Ексцентрицитет орбите астероида износи 0,067.
Апсолутна магнитуда астероида износи 12,10 а геометријски албедо 0,083.
Астероид је откривен 29. августа 1973. године.